# Ruine Heilingskirche

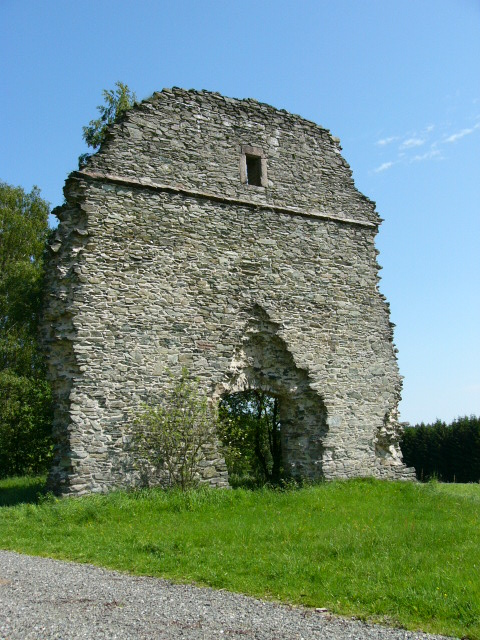
Stirnmauer der Heilingskirche

Die Ruine Heilingskirche, auch Wallfahrtskirche zu den drei Heiligen Marien, ist eine denkmalgeschützte ehemalige Wallfahrtskirche im oberfränkischen Markt Wirsberg.
Die Überreste der Kirche befinden sich in der Nähe der ebenfalls abgegangenen St.-Leonards-Kirche südöstlich des Gemeindeteils Neufang. Die erhaltene Giebelfront enthält das Eingangsportal und ein Schlitzfenster.
Die Erbauung der Kirche wird in das 13. bzw. 14. Jahrhundert datiert, urkundlich erwähnt wurde sie erst ab 1469. Im Zuge der Reformation ließ 1528 Markgraf Georg wertvolle Gegenstände der Kirchen, darunter auch der Heilingskirche, inventarisieren. In dieser Zeit verfiel die Kirche zunehmend. Bürgermeister und Rat von Wirsberg hatten ab 1564 die Erlaubnis, Steine der Kirche abzutragen und zum Bau eines neuen Schulhauses zu verwenden. Dort fand man bei Nachforschungen auch vermauerte Teile der Gethsemane-Gruppe. Steine wurden auch in anderen Gebäuden verbaut.

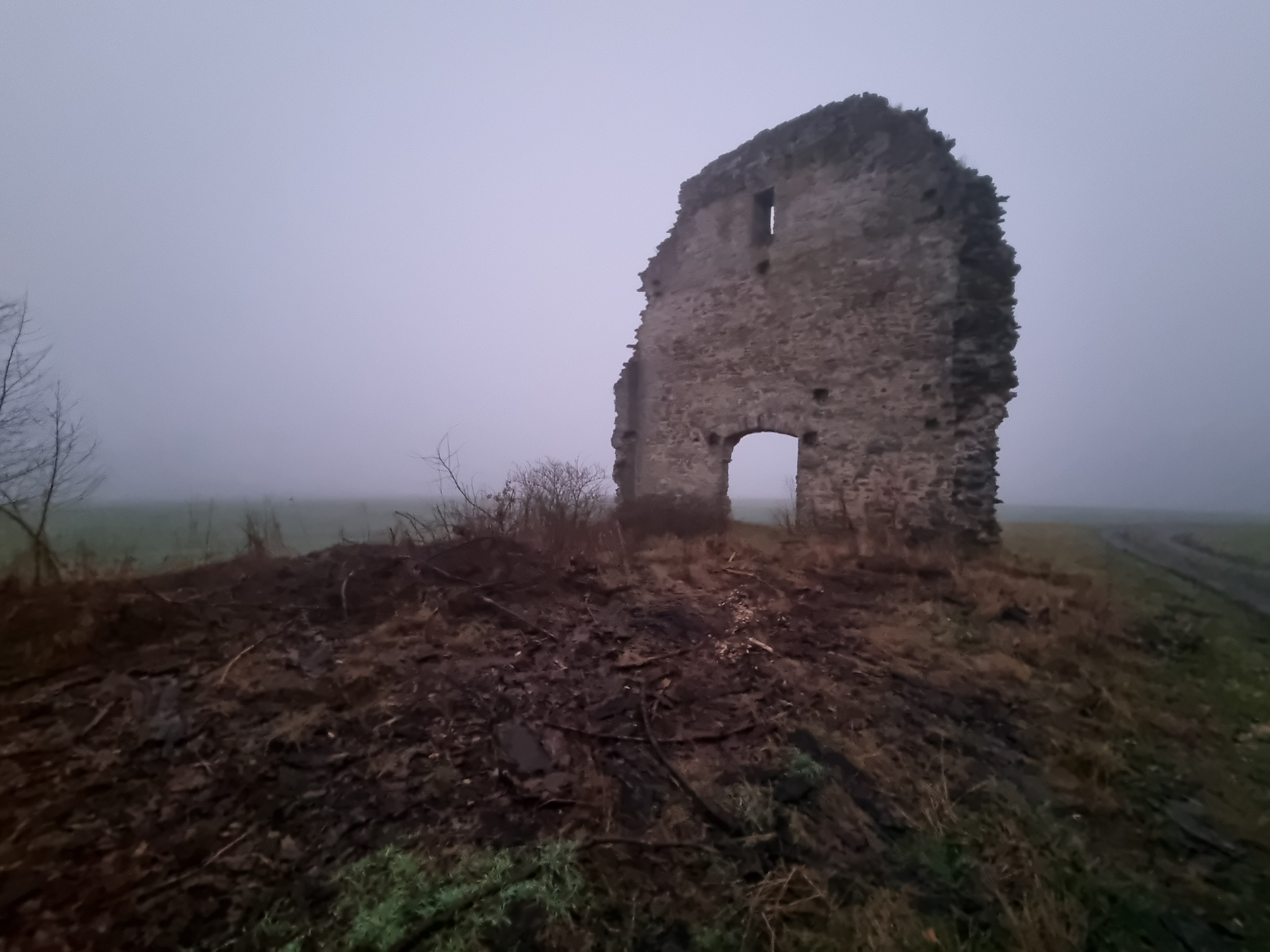
Heilingskirche im Nebel Richtung Neufang

Um die Kirche ranken sich mehrere Sagen. Sie handeln von Schätzen, die in unterirdischen Gewölben und Gängen unter der Kirche liegen. Wiederholt ist von zwölf Apostelfiguren aus Gold die Rede. Ein anderer Sagenkranz handelt von dem Unrecht der Verwendung der Mauersteine für andere Bauvorhaben, so wurden die Bauleute mit ihren Neubauten nicht recht glücklich oder die Steine kehrten von Geisterhand an ihren ursprünglichen Platz in der Kirche zurück.
In geringer Entfernung in Richtung Wirsberg finden sich Grundmauerreste der abgegangenen Leonhardskirche.